# نيك آدامز (لاعب اتحاد الرغبي)
نيك آدامز (بالإنجليزية: Nick Adams)‏ هو لاعب اتحاد الرغبي بريطاني، ولد في 11 أكتوبر 1977 في برستون في المملكة المتحدة.

## وصلات خارجية
- نيك آدامز على موقع ItsRugby.co.uk (الإنجليزية)